# مركز أوسودا للفضاء العميق
مركز أوسودا للفضاء العميق هو مرفق تابع لمنظمة استكشاف الفضاء اليابانية.  وهي محطة تتبع المركبات الفضائية في ساكو، ناغانو،  افتُتحت في أكتوبر 1984. السمات الرئيسية للمحطة هي هوائيان كبيران للدليل الموجي،  هوائي قديم بقطر 64 متر وأخر أحدث بقطر 54 مترًا.
كان أوسودا أول هوائي فضاء عميق تم إنشاؤه باستخدام تقنية الدليل الموجي الشعاعي. على الرغم من أن هذا البناء يبسط بشكل كبير تركيب وصيانة الأجهزة الإلكترونية، إلا أنه كان يُعتقد سابقًا أنه يقدم أداء ضجيجًا ضعيفًا.  ومع ذلك، بعد أن اختبر مختبر الدفع النفاث الأمريكي هذا الهوائي ووجد أن أداء الضوضاء كان أفضل من الهوائيات التقليدية التي يبلغ طولها 64 مترًا، حولت شبكة ناسا لمراقبة الفضاء العميق أيضًا إلى طريقة البناء هذه لجميع هوائياتها اللاحقة.
نظرًا لتقادم الهوائي البالغ 64 مترًا، قامت منظمة استكشاف الفضاء اليابانية ببناء هوائي جديد في مكان قريب. سيكون هذا الهوائي الجديد، المسمى المحطة الأرضية لاستكشاف الفضاء العميق والاتصالات ، أصغر قليلاً (قطره 54 مترًا) ولكنه يتمتع بدقة سطح أفضل وبالتالي يكون قادرًا على العمل عند ترددات النطاق الأعلى. سيؤدي ذلك إلى زيادة معدل نقل البيانات المحتمل على الرغم من الحجم الأصغر. 